# Eckhard Schaefer
Eckhard Schaefer (* 12. Dezember 1936 in Pillau, Ostpreußen; † 1. August 2023) war ein deutscher Baptistenpastor. Von 1988 bis 2000 bekleidete er als Bundesdirektor und Generalsekretär eines der höchsten Leitungsämter des Bundes Evangelisch-Freikirchlicher Gemeinden (BEFG).

## Leben
Eckhard Schaefer entstammte einer baptistischen Pastorenfamilie. Sein Vater, der Zintener Baptistenprediger Karl Schaefer, fiel im Zweiten Weltkrieg. Seine Mutter Lydia Schaefer, geborene Schadwinkel, war die Tochter eines Pillauer Bäckers. Der jüngere Bruder Dietmar Schaefer wurde später ebenfalls Baptistenpastor.
Die Kindheit verlebte Eckhard Schaefer in Ostpreußen. Nach der Flucht vor den heranrückenden Truppen der Sowjetarmee gelangte er als 9-Jähriger mit seiner Familie in das niedersächsische Dorf Kalbe (Landkreis Rotenburg (Wümme)). Er besuchte hier zunächst die kleine Dorfschule, später die Realschule in Sittensen und ab 1950 die neu eingerichtete Niedersächsische Heimschule Bederkesa (seit 1980: Niedersächsisches Internatsgymnasium). Noch im selben Jahr ließ er sich in der Baptistengemeinde Hamburg-Harburg auf das Bekenntnis seines Glaubens an Jesus Christus taufen.
1953 zogen Schaefers Mutter und Bruder nach Herford. Einige Zeit später zog Eckhard Schaefer seiner Familie nach und wechselte an das Gymnasium Bad Salzuflen, das er mit dem Zeugnis der Mittleren Reife verließ. Es folgte eine Ausbildung zum Industriekaufmann in einer Motorenfabrik. In der Herforder Baptistengemeinde engagierte Schaefer sich in der Jungschar- und Jugendarbeit und bereits als 18-Jähriger absolvierte er seine ersten Predigtdienste. Durch Wilhard Becker, der damals als Jugendpastor des Gemeindejugendwerks Niedersachsen auch für Ostwestfalen zuständig war, kam er mit der sogenannten Rufer-Bewegung in Kontakt. Es handelte sich dabei um eine von Becker mitbegründete jugendmissionarische Bewegung innerhalb der deutschen Baptistengemeinden. Nach einer wegen guter Leistungen verkürzten Lehrzeit wurde er Mitglied der Rufer-Jahresmannschaft, die jeweils für ein Jahr in Gemeinschaft lebte und gleichzeitig an verschiedenen Orten sogenannte evangelistische Rufer-Wochen durchführte. Hier erhielt er wichtige Impulse für seinen weiteren Weg.
1959 ließ sich Schaefer am baptistischen Theologischen Seminar immatrikulieren, das damals seinen Sitz in Hamburg-Horn hatte. Nach erfolgreichem Studienabschluss im Jahr 1963 wurde er zum Jugendpastor der Evangelisch-Freikirchlichen Gemeinde (Baptisten) Hannover, Walderseestraße berufen. 1964 wechselte er als Gemeindegründer in die hannöversche Südstadt und verblieb dort bis 1979. In diese Zeit fällt neben dem Aufbau der Evangelisch-Freikirchlichen Gemeinde (Baptisten) Hannover-Süd (heute: Gemeinde am Döhrener Turm) die Gründung der Katakombe, der ersten christlichen Teestubenarbeit Deutschlands. Aus dieser Teestube entwickelte sich unter der Mitwirkung Schaefers das Neue Land e. V., eine sozialdiakonische Arbeit unter Drogenabhängigen. Das Neue Land betreibt heute eine Reihe von anerkannten Einrichtungen, darunter Streetwork, Beratungsstellen und Therapiehäuser.
1979 folgte Eckhard Schaefer einem Ruf der Baptistengemeinde Bremen, Hohenlohestraße. In seine Bremer Dienstzeit fielen umfangreiche Umbau- und Erweiterungsbaumaßnahmen an der 1955 errichteten Kreuzkirche sowie die Gründung des Evangelisch-Freikirchlichen Diakoniewerks Bremen, das unter anderem die Seniorenwohnanlage St. Catharinenstift in Schwachhausen betreibt. Auch an der Einrichtung einer Familienferienstätte in der ostfriesischen Stadt Norden war Schaefer maßgeblich beteiligt. Neben seinem Gemeindedienst in Bremen lehrte Schaefer von 1985 bis 1988 als Dozent für Praktische Theologie am Theologischen Seminar in Hamburg.
1988 trat Schaefer als Direktor des Bundes Evangelisch-Freikirchlicher Gemeinden (BEFG) mit Sitz in Bad Homburg die Nachfolge von Manfred Otto an. In dieser zweithöchsten Leitungsposition der Freikirche verblieb er bis zum Eintritt in seinen Ruhestand im Jahr 2000. In die Amtszeit Schaefers als Bundesdirektor fallen die Wiedervereinigung der beiden deutschen Baptistenbünde 1990 sowie der Umzug des Theologischen Seminars und weiterer Einrichtungen des BEFG 1997 nach Wustermark-Elstal bei Berlin. An beiden für die Geschichte der deutschen Baptisten wesentlichen Ereignissen war Schaefer maßgeblich beteiligt. Auch über den Eintritt in seinen Ruhestand hinaus engagierte er sich innerhalb seiner Freikirche. Neben besonderen Bibelwochen, die er in Baptistengemeinden durchführte, leitete er vor allem Einkehr- und Seniorenfreizeiten. Außerdem war er 28 Jahre lang Mitglied des Vorstands der Evangelischen Nachrichtenagentur idea e. V.
Eckhard Schaefer war verheiratet mit Christa, geborene Schneider. Aus der Ehe gingen drei Töchter hervor.
Eckhard Schaefer starb am 1. August 2023 im Alter von 86 Jahren.

## Veröffentlichungen (Auswahl)
- Wir aber predigen Christus als den Gekreuzigten. Die Rechenschaft vom Glauben, predigend kommentiert. Walter Zeschky zum Gedächtnis (Mitverfasser), Kassel 2000
- Du hast mich berührt. Begegnungen mit Jesus. Biblische Betrachtungen, Witten 2013